# Anorthit
Anorthit là thành phần chủ yếu trong fenspat plagiocla. Plagiocla là khoáng vật phổ biến trong vỏ Trái Đất. Công thức của anorthit nguyên chất là CaAl2Si2O8.

## Thành phần khoáng vật
Anorthit là khoáng vật nền trong plagiocla, kết tinh từ dung dịch rắn thuộc nhóm plagiocla giàu calci, một khoáng vật nền khác là albit, NaAlSi3O8. Anorthit cũng có thể gọi là plagiocla khi thành phần của nó chiếm hơn 90% trong plagiocla.

## Phân bố
Anorthit có thành phần ít biến đổi trong plagiocla. Nó có trong các đá mácma mafic, và trong các đá biến chất tướng granulit, trong đá cacbonat bị biến chất và trong các mỏ corundum. Các vị trí phân bố chủ yếu như Monte Somma và Valle di Fassa, Ý. Nó được phát hiện năm 1823.
Anorthit cũng cấu tạo nên phần lớn các cao nguyên trên Mặt Trăng; Genesis Rock cấu tạo bởi anorthosit là đá có thành phần chủ yếu là anorthit.